# Interstate 275 (Floride)
Pour les articles homonymes, voir Interstate 275.
L'interstate 275 (I-275) est une autoroute inter-États située dans l'ouest de la Floride. Elle est le principal lien ainsi que la principale autoroute de l'agglomération de St. Petersburg-Tampa. L'I-275 est l'une des plus longues autoroutes auxiliaires (trois chiffres) du pays, mesurant plus de 97 kilomètres (60 miles). De plus, fait inhabituel, l'I-275 traverse le cœur de l'agglomération, alors que l'I-75 la contourne, ce qui est contraire à la numérotation des autoroutes aux États-Unis. Elle est également une autoroute collectrice malgré le fait que son premier chiffre est pair, ce qui est aussi contraire au système de numérotation.
L'I-275 est la seule autoroute inter-États à traverser la baie de Tampa. Elle possède aussi la particularité d'être la seule autoroute de St. Petersburg (excepté les deux petites branches d'autoroutes, l'I-175 et l'I-375), ce qui fait de l'I-275 une autoroute particulièrement congestionnée, d'autant plus qu'elle est le principal lien vers Tampa depuis la ville.

## Tracé
L'I-275 débute sur l'I-75 au nord-est de Bradenton, plus précisément à Palmetto. Elle se dirige vers l'ouest sur 5 miles, puis traverse la baie de Tampa (Tampa Bay) sur le Sunshine Skyway Bridge, un pont à péage long de plus de 10 miles. Durant la traversée de la baie, l'autoroute change d'orientation, en se dirigeant vers le nord à la suite du pont. Elle devient par la suite la principale autoroute de St. Petersburg, en traversant la ville du sud au nord sur plus de 15 miles (miles 17 à 32). Elle possède de nombreux échangeurs vers le centre de St. Petersburg (I-175 et I-375). Après à St. Petersburg, elle traverse à nouveau la baie de Tampa (section Old Tampa Bay, vieille baie de Tampa) sur le Howard Franklin Bridge, un pont long de 6 miles. La 275 se dirige vers le nord-est sur ce pont. À l'extrémité du pont, elle entre dans le territoire de la ville de Tampa, deuxième agglomération en importance en Floride.

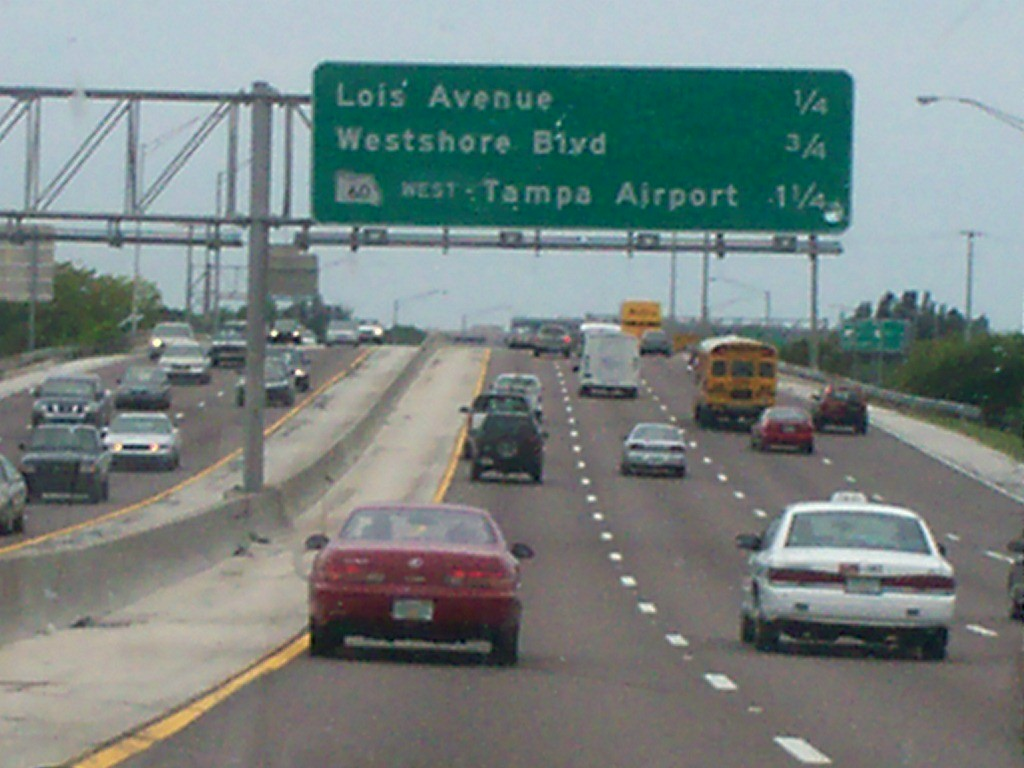
L'interstate 275 dans sa section de Tampa, en direction sud, vers l'aéroport de Tampa.

Entre les miles 39 et 40, elle croise la SR 589 en passant au sud de l'Aéroport international de Tampa (TPA). Jusqu'au mile 44, elle se dirige vers l'est en possédant un échangeur à chaque mile environ. Les sorties 42 et 44 permettent l'accès au centre-ville. Au mile 45, elle bifurque vers le nord en possédant un échangeur avec l'I-4, vers Orlando et Daytona Beach. Cet échangeur est surnommé la Malfunction Junction, dû au nombre élevé d'accidents qui se sont produits dans l'échangeur.
Jusqu'au mile 51, l'I-275 se dirige plein nord en croisant les principales artères ouest-est du nord de Tampa. Au mile 53, elle courbe vers le nord-nord-est en passant au-dessus de la US 41. 7 miles au nord, à la hauteur du mile 60, elle croise l'I-75 vers Ocala. Cet échangeur est le terminus nord de l'I-275.
Elle est nommée la Sunshine Skyway (en référence au nom de l'État de la Floride, Sunshine State) ainsi que la William C. Cramer Memorial Highway.

## Histoire

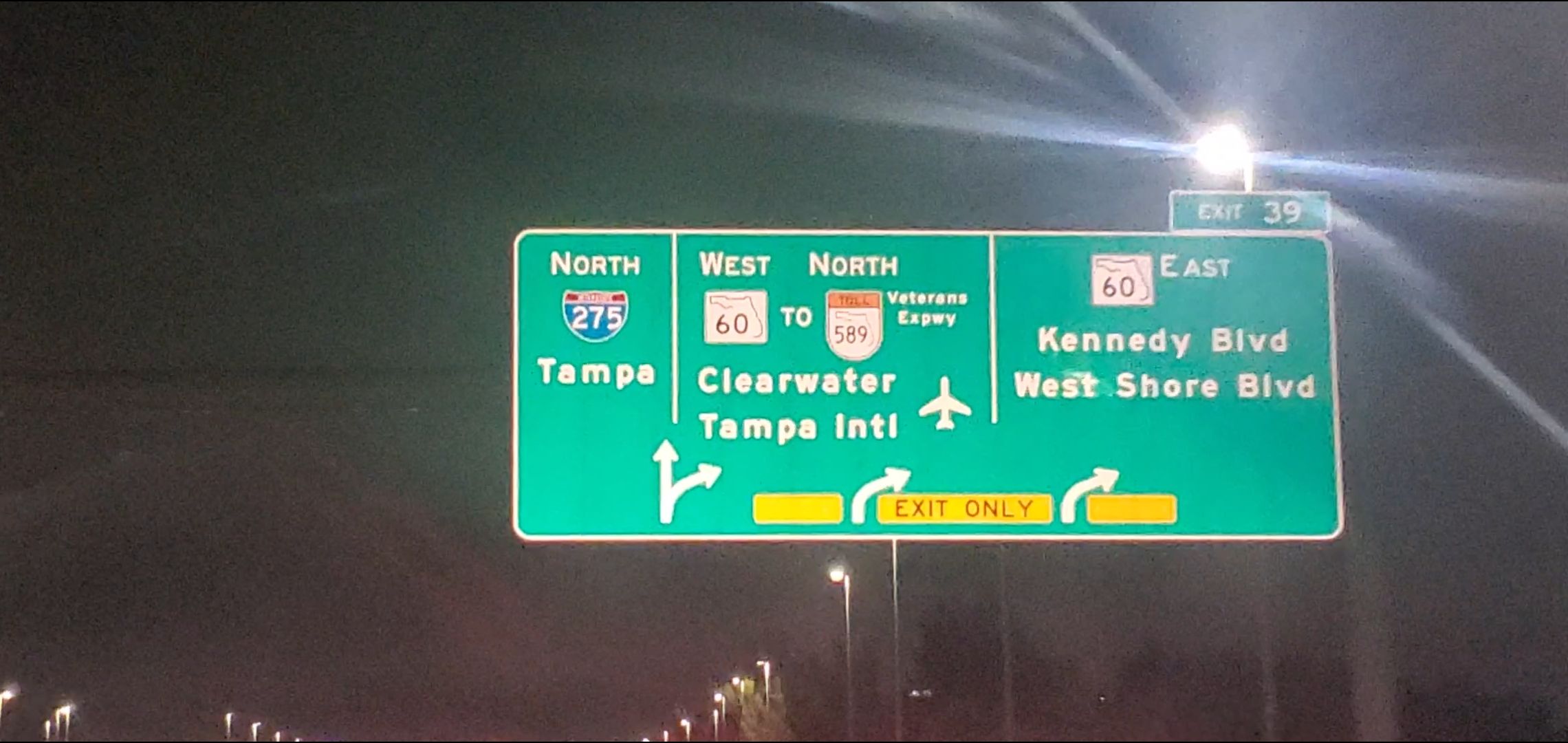
I-275 en direction nord approchant la sortie 39 avec un panneau repensé et mis à jour après la section du pont Howard Frankland.

L'I-275 ouvrit en 1962 en tant qu'un segment de l'I-75, de son terminus nord actuel jusqu'à un échangeur diamant avec Bearss Avenue. La portion de l'I-4 qui deviendra plus tard l'I-275, le pont Howard Frankland et une petite section au bout de pont, ouvrit une année plus tard. En 1964, un autre segment qui était à l'époque numéroté I-4 ouvrit entre la 50th Street (Malfunction Junction) et la Armenia Avenue fut complétée. Toute la section dans Tampa fut ouverte en 1967.
Dans les plans originaux, l'I-75 devait se terminer à Tampa, à la hauteur de la Malfunction Junction, sur l'I-4. L'autoroute à l'est de Tampa, était à l'époque l'I-75E. Il fut cependant décidé en 1972 de déplacer l'I-75 sur l'autoroute de contournement est de la ville, éliminant l'I-75E et faisant apparaître l'I-275 à Tampa.
L'I-275 fut controversée et n'était pas désirée par les citoyens de la ville durant la révolte contre les autoroutes aux États-Unis. La pression fut tellement intense que de nombreux attentats occurrent sur cette section de l'autoroute, tuant ainsi des dizaines de personnes (dans les années 1980).

## Disposition des voies
- 4 voies (2-2) entre son terminus sud et la sortie 17 (à l'extrémité nord du pont Sunshine Skyway)
- 6 voies (3-3) entre les sorties 17 et 22
- 4 voies (2-2) entre les sorties 22 et 23A
- 8 voies (4-4) entre les sorties 25 et 26 (voie de droite obligée de prendre la sortie)
- 6 voies (3-3) entre les sorties 26 et 30
- 8 voies (4-4) entre la sortie 30 et la sortie 39, incluant le pont Howard Frankland
- Généralement 6 voies (3-3) entre la sortie 39 et son terminus nord (sauf en direction sud dans l'échangeur avec l'I-4 (2 voies) et à travers la sortie 39, seulement 2 voies par direction).

## Liste des sorties
| Interstate 275                                            |                        |             |             |                                                     | | |
| Comté                                                     | Municipalité           | mi          | km          | Sortie                                              | Intersections / Destinations                                                                                           | Notes                                                                                                   |
| Manatee                                                   |                        | 0,00        | 0,00        | —                                                   | I-75 – Naples, Tampa                                                                                                   | Sortie 228 de l'I-75                                                                                    |
| Manatee                                                   |                        | 2,28        | 3,67        | 2                                                   | US 41 – Palmetto, Bradenton                                                                                            | |
| Manatee                                                   | Terra Ceia             | 4,73        | 7,61        | 5                                                   | US 19 sud – Palmetto, Bradenton                                                                                        | Terminus sud du multiplex avec US 19; sortie direction sud, entrée direction nord                       |
| Manatee                                                   | Terra Ceia             | 5,80        | 9,30        | Poste de péage sud (direction nord seulement)       | Poste de péage sud (direction nord seulement)                                                                          | Poste de péage sud (direction nord seulement)                                                           |
| Manatee                                                   |                        | 6,90        | 11,10       | —                                                   | South Skyway Fishing Pier; Aire de repos                                                                               | |
| Baie de Tampa                                             | Baie de Tampa          | 8,02–12,16  | 12,91–19,58 | Sunshine Skyway Bridge                              | Sunshine Skyway Bridge                                                                                                 | Sunshine Skyway Bridge                                                                                  |
| Pinellas                                                  | St. Petersburg         | 12,90       | 20,80       | —                                                   | North Skyway Fishing Pier; Aire de repos                                                                               | |
| Pinellas                                                  | St. Petersburg         | 13,57–13,86 | 21,83–22,30 | Structure B au-dessus de Bunces Pass                | Structure B au-dessus de Bunces Pass                                                                                   | Structure B au-dessus de Bunces Pass                                                                    |
| Pinellas                                                  | St. Petersburg         | 14,70       | 23,70       | Point de vue panoramique (direction nord seulement) | Point de vue panoramique (direction nord seulement)                                                                    | Point de vue panoramique (direction nord seulement)                                                     |
| Pinellas                                                  | St. Petersburg         | 15,10       | 24,30       | Poste de péage nord (direction sud seulement)       | Poste de péage nord (direction sud seulement)                                                                          | Poste de péage nord (direction sud seulement)                                                           |
| Pinellas                                                  | St. Petersburg         | 15,58–16,12 | 25,07–25,94 | Structure A au-dessus de Gulf Intracoastal Waterway | Structure A au-dessus de Gulf Intracoastal Waterway                                                                    | Structure A au-dessus de Gulf Intracoastal Waterway                                                     |
| Pinellas                                                  | St. Petersburg         | 16,97       | 27,31       | 16                                                  | Skyway Lane / Pinellas Point Drive                                                                                     | |
| Pinellas                                                  | St. Petersburg         | 17,42       | 28,04       | 17                                                  | US 19 nord / SR 682 (en) ouest (Pinellas Byway) / 54th Avenue South – St. Pete Beach                                   | Terminus nord du multiplex avec US 19                                                                   |
| Pinellas                                                  | St. Petersburg         | 19,45       | 31,30       | 18                                                  | 26th Avenue South | Sortie direction nord, entrée direction sud                                                             |
| Pinellas                                                  | St. Petersburg         | 19,70       | 31,70       | 19                                                  | 22nd Avenue South | Sortie direction sud, entrée direction nord                                                             |
| Pinellas                                                  | St. Petersburg         | 20,38       | 32,79       | 20                                                  | 31st Street South | Sortie direction nord, entrée direction sud                                                             |
| Pinellas                                                  | St. Petersburg         | 20,70       | 33,31       | 21                                                  | 28th Street South | Sortie direction sud, entrée direction nord                                                             |
| Pinellas                                                  | St. Petersburg         | 21,65       | 34,84       | 22                                                  | I-175 est – Tropicana Field                                                                                            | |
| Pinellas                                                  | St. Petersburg         | 22,41       | 36,07       | 23A                                                 | I-375 est – BayWalk, The Pier                                                                                          | Indiqué sortie 23 en direction nord                                                                     |
| Pinellas                                                  | St. Petersburg         | 22,42       | 36,08       | 23B                                                 | SR 595 (en) (5th Avenue North)                                                                                         | Sortie direction sud, entrée direction nord                                                             |
| Pinellas                                                  | St. Petersburg         | 23,44       | 37,72       | 24                                                  | 22nd Avenue North | |
| Pinellas                                                  | St. Petersburg         | 24,47       | 39,37       | 25                                                  | 38th Avenue North | |
| Pinellas                                                  | St. Petersburg         | 25,49       | 41,03       | 26                                                  | 54th Avenue North | Indiqué sortie 26A (est) et 26B (ouest) en direction nord                                               |
| Pinellas                                                  | St. Petersburg         | 27,70       | 44,57       | 28                                                  | SR 694 (en) (Gandy Boulevard) – Pinellas Park, Seminole                                                                | Pas d'accès depuis I-275 sud vers SR 694 est ni depuis SR 694 ouest vers I-275 nord                     |
| Pinellas                                                  | St. Petersburg         | 29,61       | 47,66       | 30                                                  | SR 686 (en) (Roosevelt Boulevard) / CR 296 ouest (118th Avenue North) – Largo                                          | |
| Pinellas                                                  | St. Petersburg         | 30,75       | 49,49       | 31                                                  | Martin Luther King Jr. Street                                                                                          | Sortie direction sud, entrée direction nord                                                             |
| Pinellas                                                  | St. Petersburg         | 30,93       | 48,78       | 31                                                  | SR 688 (en) ouest (Ulmerton Road)                                                                                      | Pas de sortie en direction nord                                                                         |
| Pinellas                                                  | St. Petersburg         | 31,58       | 50,82       | 32                                                  | SR 687 (en) sud (4th Street North) vers US 92                                                                          | Sortie direction sud, entrée direction nord; sortie actuellement fermée pour travaux; entrée accessible |
| Ancienne Baie de Tampa                                    | Ancienne Baie de Tampa | 33,80–36,80 | 54,39–59,23 | Howard Frankland Bridge                             | Howard Frankland Bridge                                                                                                | Howard Frankland Bridge                                                                                 |
| Hillsborough                                              | Tampa                  | 38,42       | 61,83       | 39                                                  | SR 60 (en) est (Kennedy Boulevard) / Westshore Boulevard                                                               | Sortie direction nord, entrée direction sud                                                             |
| Hillsborough                                              | Tampa                  | 38,96       | 62,70       | 39                                                  | SR 60 (en) ouest vers SR 589 (en) (Veterans Expressway) / Cypress Street – Clearwater, Aéroport international de Tampa | |
| Hillsborough                                              | Tampa                  | 39,42       | 63,45       | 40A                                                 | Westshore Boulevard | Sortie direction sud, entrée direction nord                                                             |
| Hillsborough                                              | Tampa                  | 40,06       | 64,46       | 40B                                                 | Lois Avenue | |
| Hillsborough                                              | Tampa                  | 40,64       | 65,40       | 41A                                                 | US 92 (Dale Mabry Highway)                                                                                             | |
| Hillsborough                                              | Tampa                  | 40,91       | 65,84       | 41B                                                 | Himes Avenue | Sortie direction sud, entrée direction nord                                                             |
| Hillsborough                                              | Tampa                  | 41,98       | 67,56       | 42                                                  | Armenia Avenue / Howard Avenue                                                                                         | |
| Hillsborough                                              | Tampa                  | 43,24       | 69,59       | 44                                                  | Centre-ville ouest (Ashley Drive / Tampa Street), Centre-ville est (Scott Street)                                      | Pas de sortie en direction sud                                                                          |
| Hillsborough                                              | Tampa                  | 43,66       | 70,27       | 45A                                                 | Centre-ville est (Jefferson Street), Centre-ville ouest (Ashley Drive / Tampa Street)                                  | Sortie direction sud, entrée direction nord                                                             |
| Hillsborough                                              | Tampa                  | 44,26       | 71,22       | 45B                                                 | I-4 est – Orlando | Terminus ouest de l'I-4                                                                                 |
| Hillsborough                                              | Tampa                  | 44,68       | 71,91       | 46A                                                 | Floribraska Avenue | Sortie direction sud, entrée direction nord                                                             |
| Hillsborough                                              | Tampa                  | 45,42       | 73,09       | 46B                                                 | SR 574 (en) (Martin Luther King Jr. Boulevard)                                                                         | |
| Hillsborough                                              | Tampa                  | 46,43       | 74,72       | 47                                                  | US 92 (Hillsborough Avenue) vers US 41 sud                                                                             | Indiqué sortie 47A (est) et 47B (ouest) en direction nord                                               |
| Hillsborough                                              | Tampa                  | 47,44       | 76,34       | 48                                                  | Sligh Avenue | |
| Hillsborough                                              | Tampa                  | 48,27       | 77,68       | 49                                                  | Bird Street / Waters Avenue                                                                                            | Sortie direction nord, entrée direction sud                                                             |
| Hillsborough                                              | Tampa                  | 48,98       | 78,83       | 50                                                  | SR 580 (en) (Busch Boulevard) – Temple Terrace                                                                         | |
| Hillsborough                                              | Tampa                  | 50,48       | 81,24       | 51                                                  | SR 582 (en) (Fowler Avenue) – Université du Sud de la Floride, Temple Terrace                                          | |
| Hillsborough                                              |                        | 51,49       | 82,86       | 52                                                  | CR 582A (Fletcher Avenue) – Université du Sud de la Floride                                                            | |
| Hillsborough                                              |                        | 52,78       | 84,94       | 53                                                  | Bearss Avenue | |
| Hillsborough                                              |                        | 59,46       | 95,70       | 59                                                  | SR 56 (en) – Land o' Lakes, Tarpon Springs                                                                             | Sortie en direction nord seulement qui s'intègre à la sortie 275 de l'I-75                              |
| Pasco                                                     |                        | 60,24       | 96,94       | —                                                   | I-75 nord – Ocala, Atlanta                                                                                             | Terminus nord de l'I-275; sortie 274 de l'I-75                                                          |
| - Terminus de multiplex - Péage - Accès incomplet - Fermé |                        |             |             |                                                     | | |